# بارون تولماش

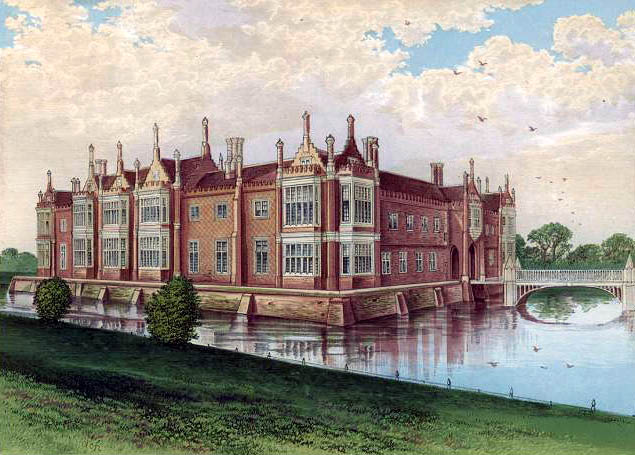
قاعة هيلمينجهام مقر عائله تولماش

البارون تولماش, من قاعة هيلمينجهام في مدينة ايبسويتش مقاطعة سوفولك، هو عبارة عن لقب لنبلاء المملكة البريطانية، سمي به لأول مرة جون توليماتش في عام 1876 ميلاديا، كان جون تولماش ممثل حزب المحافظين لتشيشير الجنوبية والغربية في البرلمان، وكان أيضا ابن اميرال الاسطول جون هاليداي (و الذي كان يعتبر برخصة ملكية في عام 1821 وتم استبدله بلقب تولماش) وحفيدا للسيدة جاين هاليداي، الابنة الصغرى لليونل تولماش.
تبع جون تولماش ابنه الأكبر والذي كان يعتبر البارون الثاني عضو في حزب المحافظين لتشيشير الغربية، وعند وفاه حفيده البارون الثالث انقطع نسل توليماش عندما كان البارون التالي (الرابع) هو ابن عم البارون الثاني وهو ابن الجنرال ادوارد تولماش.
في 2009 كان اللقب يحمله البارون الخامس وهو يحمله منذ العام 1975, هو عمدة مقاطعة سافولك منذ عام 2003, وهو الباقي الوحيد من النبلاء.
يتم الاحتفال باسم عائلة تولماش في عدد من البيوت في إنجلترا في البراهام، ترابورلي، تشيشير، موسلي، لانكشير، باكمينستر، هارينجتون، وهامبتون الشمالية.